# Pinza amperimétrica

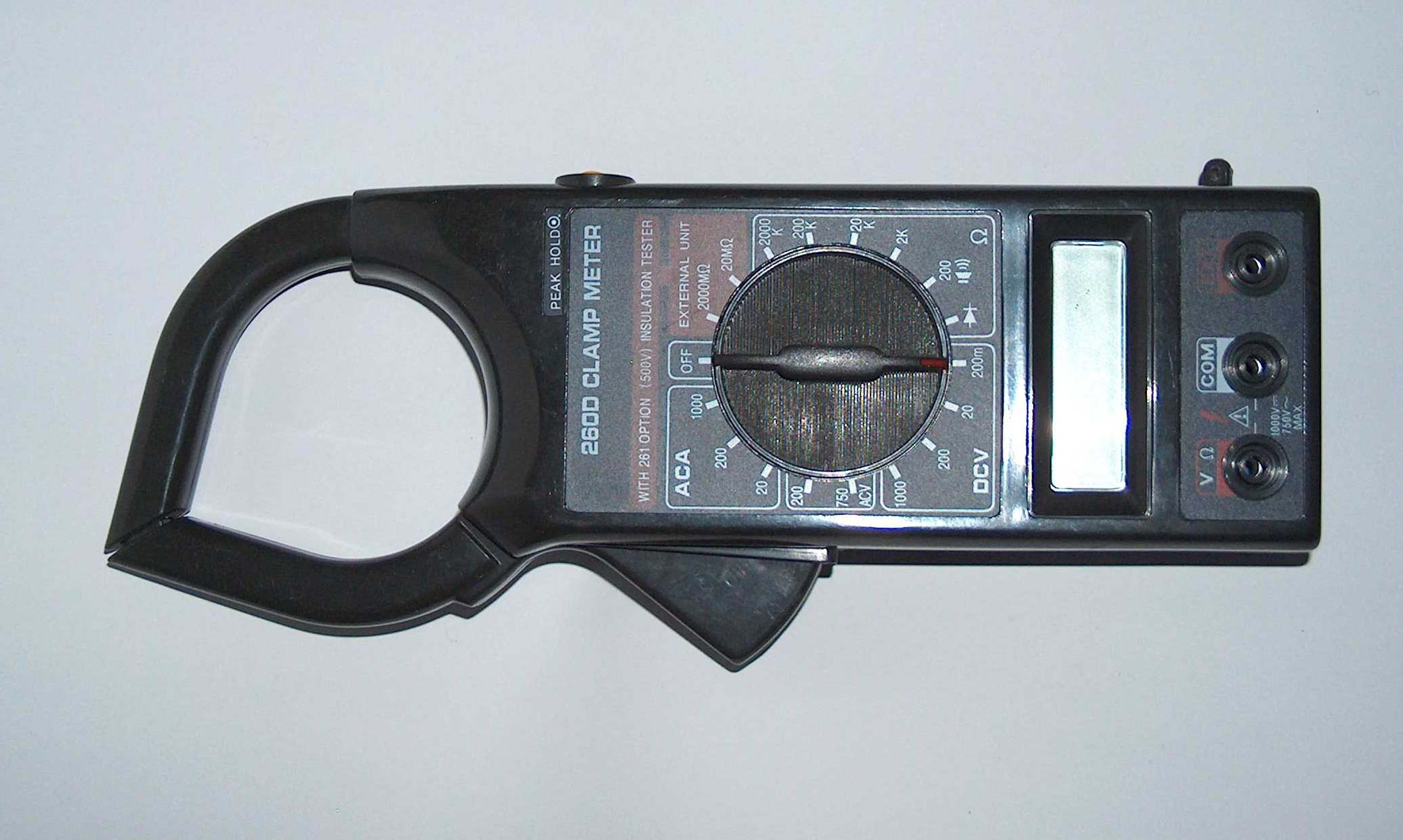
Pinza amperimétrica.

La pinza amperimétrica es un tipo especial de amperímetro que permite obviar el inconveniente de tener que abrir el circuito en el que se quiere medir la corriente para colocar un amperímetro clásico.
El funcionamiento de la pinza se basa en la medida indirecta de la corriente circulante por un conductor a partir del campo magnético o de los campos que dicha circulación de corriente genera. Recibe el nombre de pinza porque consta de un sensor, en forma de pinza, que se abre y abraza el cable cuya corriente queremos medir.
Este método evita abrir el circuito para efectuar la medida , así como las caídas de tensión que podría producir un instrumento clásico. Por otra parte, es sumamente seguro para el operario que realiza la medición, por cuanto no es necesario un contacto eléctrico con el circuito bajo medida ya que, en el caso de cables aislados, ni siquiera  es necesario levantar el aislante.

## Uso

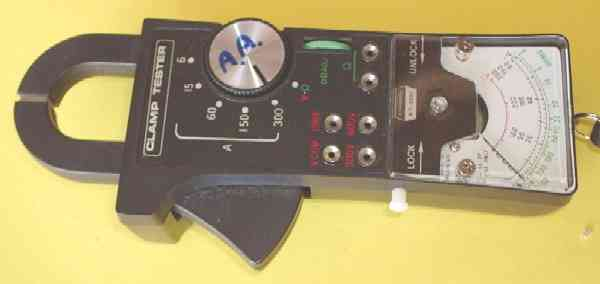
Un multímetro con la pinza incorporada
Al pulsar el botón grande de la parte inferior se abre la mandíbula inferior de la pinza, lo que permite poner la pinza alrededor de un conductor.

Para utilizar una pinza, hay que pasar un solo conductor a través de la sonda o utilizar sus dos polos disponibles. Si se pasa más de un conductor a través del bucle de medida, lo que se obtendrá será la suma vectorial de las corrientes que fluyen por los conductores y que depende de la relación de fase entre las corrientes. Sirve para los cables de par trenzado.
Si la pinza se cierra alrededor de un cable paralelo de dos conductores que alimenta un equipo, en el que obviamente fluye la misma corriente por ambos conductores (y de sentido o fase contrarios), nos dará una lectura de "cero".
Por este motivo las pinzas se venden también con un accesorio que se conecta entre la toma de corriente y el dispositivo a probar. El accesorio es básicamente una extensión corta con los dos conductores separados, de modo que la pinza se puede poner alrededor de un solo conductor.
La lectura producida por un conductor que transporta una corriente muy baja puede ser aumentada pasando el conductor alrededor de la pinza varias veces (haciendo una bobina), la lectura real será la mostrada por el instrumento dividida por el número de vueltas, con alguna pérdida de precisión debido a los efectos inductivos.
Habitualmente, estas pinzas se usan para uso industrial debido a que tiene una escala de amperios muy grande. Entre 400A y 1kA (1000A).

## Historia
Su invención es reivindicada por 2 empresas, a ambos lados del Atlántico Norte :
- la francesa Chauvin-Arnoux, fundada en 1893, que declara haberla creado en 1934;
- la norteamericana Pyramid Instrument Co. con el nombre de Amprobe, nombre que tomó la compañía a partir de 1922
, comprada por Fluke en el año 2006.

## Nota
1. ↑  Pablo Alcalde San Miguel (enero de 2008). ELECTROTECNIA. Editorial Paraninfo. pp. 233-. ISBN 9788497326469. Consultado el 10 de mayo de 2011.

- Datos: Q146870
- Multimedia: Clamp meters / Q146870